# Điền Quý An
Điền Quý An (tiếng Trung: 田季安; bính âm: Tian Ji'an, 782 - 21 tháng 9 năm 812), tự là Quỳ (夔), tước hiệu Nhạn Môn vương (雁門王) là Tiết độ sứ Ngụy Bác dưới thời nhà Đường trong lịch sử Trung Quốc. Ông kế nhiệm phụ thân Điền Tự tại Ngụy Bác năm 796 và cai trị nơi này trong vòng 16 năm. Ông qua đời năm 812, binh sĩ Ngụy Bác tiến hành chính biến phế bỏ con trai ông và đưa Điền Hoằng Chánh lên nắm quyền.

## Thân thế và thời trẻ
Điền Quý An chào đời vào năm 782 dưới triều vua Đức Tông nhà Đường. Khi đó phụ thân của ông, Điền Tự còn là nha tướng dưới quyền tiết độ sứ đương nhiệm Điền Duyệt. Điền Quý An là con trai thứ ba của Điền Tự, mẹ ông xuất thân ti tiện. Đến năm 784, Điền Tự làm chính biến giết Điền Duyệt và lên ngôi tiết độ sứ. Năm sau, 785, vua Đức Tông gả công chúa Gia Thành cho Điền Tự. Công chúa vô tử, nên nhận Điền Quý An là con. Do vậy Quý An trở thành đích tự của Điền Tự. Khi còn rất nhỏ đã được phong Tả vệ phủ tào tham quân, Tác phẩm tá lang kiêm Thị ngự sử, Ngụy Bác tiết độ phó sứ, sau gia Quang Lộc thiếu khanh kiêm Ngự sử đại phu.
Năm 796, Điền Tự qua đời. Điền Quý An khi đó mới 15 tuổi được tướng sĩ ủng hộ làm lưu hậu ở Ngụy Bác. Cuối năm này, triều đình nhà Đường chính thức phong ông làm Tiết độ sứ, phong Tả kim ngô Vệ tướng quân, Ngụy châu đại đô đốc phủ trưởng sử, Ngân Thanh Quang Lộc đại thu, Kiểm giáo thượng thư hữu bộc xạ, tiến làm Kiểm giáo tư không, tập phong Nhạn Môn vương.

## Tiết độ sứ Ngụy Bác
Năm 806 triều vua Hiến Tông nhà Đường, được gia phong Kim tử quang lộc đại phu, Đồng trung thư môn hạ bình chương sự. Quý An từ thuở nhỏ đã kế tục sự nghiệp của phụ thân, nhưng bị công chúa Gia Thành quản giáo nghiêm khắc nên tuy rằng không có tài năng gì nhưng biết chấp hành lễ pháp. Đến dây thì Gia Thành qua đời, ông trở nên sa ngã, ham mê tửu sắc, săn bắn, đá cầu, không quan tâm đến công việc. Sau lễ tang công chúa Gia Thành, Điền Quý An được gia phong thêm chức Tư đồ.
Năm 809, Tiết độ sứ Thành Đức Vương Sĩ Chân hoăng, con là Vương Thừa Tông lên kế nhiệm nhưng không được triều đình nhà Đường công nhận. Vương Thừa Tông dâng thư xin nhường hai châu Đức, Lệ lập ra trấn Bảo Tín thuộc quyền kiểm soát của triều đình. Nhà vua cử thứ sử Lệ châu Tiết Quang Triều là con rể của Vương Vũ Tuấn làm tiết độ sứ Bảo Tín quân. Điền Quý An nghe được tin này, biên thư sang chỗ Vương Thừa Tông là Quang Triều có gây oán với mình, không nên để làm Tiết độ sứ. Do đó Thừa Tông nuốt lời hứa, không nhường hai châu.
Hiến Tông nghe tin, vô cùng tức giận, liền cử quân tấn công Thành Đức. Đội quân Thần Sách của triều đình do hoạn quan Thổ Đột Thừa Thôi chỉ huy được lệnh ra trận, tiến đến Hà Bắc và ban chỉ huy động các tiết độ sứ xung quanh giúp quân. Điền Quý An sợ rằng một khi mà Thành Đức bị diệt thì Ngụy Bác sẽ là mục tiêu tiếp theo của triều đình, do đó triệu tập chư tướng đến để vấn kế. Một tướng lĩnh (không rõ tên) đề nghị nên hợp tác với họ Vương cùng chống vương sư, ông có ý bằng lòng. Tuy nhiên ngay khi đó, Đàm Trung là sứ giả do tiết độ sứ Lư Long phái đến, lại can ngăn và khuyên ông dừng lại, vì nếu làm như vậy chẳng khác gì chọc tức triều đình, khi đó người bị tấn công sẽ là họ Điền chứ không phải họ Vương. Đàm Trung còn khuyên ông bề ngoài cử quân giúp triều đình nhưng sẽ ngấm ngầm kết ước và hỗ trợ Vương Thừa Tông. Quý An nghe theo, giả vờ cử quân tấn công và chiếm lấy quận Đường Dương của Thành Đức. Về sau Vương Thừa Tông sai sứ trần tình, quân triều đình chịu lui.
Những năm cuối đời, Điền Quý An trở nên tàn nhẫn, hung bạo và khắc nghiệt. Bấy giờ có tiến sĩ Khâu Giáng trước kia phục vụ Điền Tự; khi Quý An lên cầm quyền, Giáng với đồng cấp là Hầu Tang không hòa, tranh quyền với nhau. Điền Quý An tin theo Hầu Tang nên hạ lệnh giáng chức Khâu Giáng là Hạ huyện úy, nhưng khi Giáng vừa đi thì ông liền triệu về, sai đào sẵn một cái hố trên đường rồi cho chôn sống Khâu Giáng xuống đó. Thấy Quý An không lo chính sự, ăn xài xa xỉ, lại thích giết người nên người chú họ của ông là Điền Hưng tìm lời can ngăn, Quý An lo sợ thế lực của Điền Hưng quá lớn đi, nên đổi làm Lâm Thanh trấn tướng, dự định giết chết ông ta trên đường đi nhận chức. Điền Hưng lo sợ nên giả vờ bị bại liệt tay chân nên thoát nạn.
Năm 812, Điền Quý An mắc bệnh đột quỵ. Ông có bốn người con là Hoài Gián, Hoài Lễ, Hoài Tuân, Hoài Nhượng. Vợ ông là Nguyên thị cho triệu người con trai trưởng là Điền Hoài Gián mới có 11 tuổi làm phó sứ. Ít lâu sau Quý An qua đời, được 31 tuổi. Vua Hiến Tông xuống chiếu truy tặng là Thái úy. Điền Hoài Gián lên thay, nhưng nhanh chóng bị quân sĩ lật đổ và Điền Hưng, cháu gọi Điền Thừa Tự là bác, trở thành người nắm giữ đất Ngụy, đổi tên là Điền Hoằng Chánh. Họ Điền kể từ Điền Thừa Tự đến Điền Hoài Gián, nắm quyền ở Ngụy 4 đời, 49 năm (763 - 812).